# Marlenis Costa Blanco
Marlenis Costa Blanco (Cuba 1973) és una jugadora de voleibol cubana, guanyadora de tres medalles olímpiques d'or.

## Biografia
Va néixer el 30 de juny de 1973 a Cuba.

## Carrera esportiva
Va participar, als 18 anys, en els Jocs Olímpics d'Estiu de 1992 celebrats a Barcelona (Catalunya), on amb la selecció cubana de voleibol aconseguí guanyar la medalla d'or en la competició femenina de voleibol. Repetí aquest èxit en els Jocs Olímpics d'Estiu de 1996 realitzats a Atlanta (Estats Units) i també als Jocs Olímpics d'Estiu de 2000 realitzats a Sydney (Austràlia).
Amb la selecció cubana aconseguí, així mateix, dues victòries en el Campionat del Món de voleibol els anys 1994 i 1998.